# Valéran Ier de Laurenbourg en Nassau
Valéran de Laurenbourg en Nassau fut comte de Laurenbourg, co-comte de Nassau de 1151 à 1190, comte de Nassau de 1190 à 1198.

## Famille
Fils de Robert de Laurenbourg et de Béatrix de Limbourg.
Valéran Ier de Laurenbourg en Nassau épousa Cunégonde de Ziegenhain (décédée en 1198).
Trois enfants sont nés de cette union :
- Henri II de Nassau (1180-1251), en 1221 il épousa Mathilde de Gueldre ;
- Robert IV de Laurenbourg en Nassau, comte de Nassau-Wiesbaden de 1198 à 1239, épouse Gertrude (décédée en 1222) ;
- Béatrix de Laurenbourg, elle entra en religion.

Valéran Ier de Laurenbourg en Nassau appartint à la première branche de la Maison de Nassau.